# Akademischer Rat
Akademischer Rat (AkadR bzw. AR) ist eine Amtsbezeichnung für deutsche Beamte im höheren Dienst, die an einer wissenschaftlichen Hochschule (z. B. Universität) in Deutschland als wissenschaftlicher Mitarbeiter tätig sind. In Bayern ist landesrechtlich auch eine Beschäftigung an der Bayerischen Akademie der Wissenschaften als Sachbearbeiter zulässig.

## Besoldung und Beförderungsämter
Im Unterschied zum analog besoldeten Studienrat im Hochschuldienst gehört neben Lehre auch Forschung zum Aufgabenbereich der Akademischen Räte. Die Position als Akademischer Rat ist dabei ein Eingangsamt und wird nach der Besoldungsgruppe A 13 des Bundesbesoldungsgesetzes (Besoldungsordnung A) vergütet. Die Nettobesoldung in der ersten Dienstaltersstufe als Akademischer Rat ist vergleichbar mit der eines Juniorprofessors (Besoldungsgruppe W 1) und liegt wegen der fehlenden Abgaben zur Sozialversicherung wie bei allen Beamten über dem Nettogehalt eines entsprechend eingestuften Angestellten (Entgeltgruppe 13 TV-L), wobei beim Beamten aber noch Beiträge für eine private Kranken- und Pflegeversicherung fällig werden.
Beförderungsämter sind Akademischer Oberrat (AOR oder AkadOR, A 14), Akademischer Direktor (AD oder AkadD, A 15) und Leitender Akademischer Direktor (Ltd. AD, A 16). Leitender Akademischer Direktor ist als Beförderungsamt nur dann zulässig, wenn es sich bei der Stelle um eine besonders herausgehobene Stelle handelt, z. B. als Praktikums- oder als Abteilungsleiter.
De facto gibt es seit einigen Jahrzehnten nur noch sehr wenige Akademische Direktoren bzw. Leitende Akademische Direktoren, ähnliches gilt auch für die Oberratsstellen, die an vielen Universitäten nicht mehr als Beförderungsämter zur Verfügung stehen.
Die Fachlaufbahnen in anderen Bereichen tragen entsprechende Vorsätze (bspw.: Regierungsrat oder Studienrat).

## Verbreitung
Manche Bundesländer verbeamten wissenschaftliche Mitarbeiter grundsätzlich nicht, wie beispielsweise Brandenburg, Mecklenburg-Vorpommern und Sachsen-Anhalt; hier sind die wissenschaftlichen Mitarbeiter also stets angestellt und das Amt des Akademischen Rats existiert nicht. Auch in Bundesländern, in denen eine Verbeamtung wissenschaftlicher Mitarbeiter möglich ist, sind Akademische Räte in der Regel in der Minderheit gegenüber angestellten wissenschaftlichen Mitarbeitern. Typischerweise arbeitet an einem Lehrstuhl nicht mehr als ein Akademischer Rat, während die Zahl der angestellten wissenschaftlichen Mitarbeiter höher liegen kann.
Akademische Räte werden in der Regel in ein Beamtenverhältnis auf Zeit berufen, was vor der Hochschulreform 2004 praktisch nicht vorkam. Insbesondere in Bayern und Baden-Württemberg ist gemäß den aktuellen Hochschulpersonalgesetzen eine zumeist auf zweimal drei Jahre befristete Verbeamtung als Akademischer Rat üblich. Damit wurde ein dem bis 2003 für Habilitationen üblichen Beschäftigungsverhältnis als Wissenschaftlicher Assistent in der Besoldungsgruppe C 1 entsprechendes Dienstverhältnis für Nachwuchswissenschaftler geschaffen. Dies sollte in den Fächern, in denen sich die Juniorprofessur nicht durchzusetzen scheint, z. B. die Rechtswissenschaften und viele Geisteswissenschaften, die Habilitation wieder attraktiver machen. Diese konnte nach dem Wegfall der Besoldungsordnung C 1 in der Regel nur noch im befristeten Angestelltenverhältnis angefertigt werden. Manche Ernennungen werden aber nach wie vor auf Stellen eines Beamten auf Lebenszeit ausgesprochen.
Eine Verbeamtung als Akademischer Rat auf Zeit setzt in der Regel eine abgeschlossene Promotion voraus. In Ausnahmefällen kann aber eine befristete Verbeamtung als Akademischer Rat stattfinden, bevor die Promotion abgeschlossen wurde. So haben auch Doktoranden die Möglichkeit, verbeamtet als wissenschaftlicher Mitarbeiter tätig zu werden.
Durch die Berufung zum Akademischen Rat auf Zeit kann die „12-Jahres-Regelung“ des Wissenschaftszeitvertragsgesetzes teilweise umgangen werden, wenn diese am Ende einer 12-jährigen Phase als Angestellter erfolgt.

## Akademischer Oberrat auf Zeit
In Ländern wie Bayern und Nordrhein-Westfalen können, analog zum auf Lebenszeit verbeamteten Oberrat, wissenschaftliche Mitarbeiter, welche die Ernennungsvoraussetzungen als Professor erfüllen, auch als Akademische Oberräte (A 14) auf Zeit beschäftigt werden. Diese zeitlich begrenzte Ernennung zum Beamten dient nach der Habilitation auch zur Überbrückung der Zeit bis zur Berufung als Professor oder der Aufnahme einer anderen Beschäftigung. Für diesen Personenkreis wurden früher häufig Stellen als Oberassistent oder als Hochschuldozent (Besoldungsgruppe C 2) ausgebracht.